# Семёнов, Мингиян Артурович
Мингия́н Арту́рович Семёнов (11 июня 1990 года, п. Комсомольский, Черноземельский район, Калмыкия, РСФСР, СССР) — российский спортсмен из Калмыкии, заслуженный мастер спорта России, бронзовый призёр олимпийских игр 2012 года по греко-римской борьбе, Герой Калмыкии.

## Биография
Мингиян Семёнов стал заниматься греко-римской борьбой с 8 лет под руководством тренера Никишина в п. Ут-Сала 2 года , затем в п. Комсомольский у тренера Эрендженова Б. 3 года, и 2 года в п. Артезиан у заслуженного работника физической культуры и спорта Республики Калмыкия Замбаева Буды Убушаевича. В 2005 году поступил в Московскую школу олимпийского резерва № 1. В 2011 году переехал в Красноярск.
Женат. Два сына, старший Санал и младший Хасар. Учится в Институте физической культуры, спорта и туризма Сибирского федерального университета.
2 высших образования.

## Спортивные результаты

### Чемпионаты страны
- Чемпионат России по греко-римской борьбе 2012 года — ;
- Чемпионат России по греко-римской борьбе 2013 года — ;
- Чемпионат России по греко-римской борьбе 2014 года — ;
- Чемпионат России по греко-римской борьбе 2015 года — ;
- Чемпионат России по греко-римской борьбе 2016 года — ;
- Чемпионат России по греко-римской борьбе 2017 года — ;
- Чемпионат России по греко-римской борьбе 2018 года — ;
- Чемпионат России по греко-римской борьбе 2019 года — ;
- Чемпионат России по греко-римской борьбе 2020 года — ;

### Гран-при Ивана Поддубного
- Гран-при Ивана Поддубного 2012 года — ;
- Гран-при Ивана Поддубного 2016 года — ;
- Гран-при Ивана Поддубного 2017 года — ;
- Гран-при Ивана Поддубного 2018 года — {{
- Гран-при Ивана Поддубного 2022 года —

### Другие турниры
- Первенство России среди юношей 2003 года — ;
- Первенство России среди юношей 2004 года — ;
- Чемпионат Европы среди кадетов 2005 года — ;
- Первенство России среди кадетов 2006 года — ;
- Первенство России среди кадетов 2007 года — ;
- Первенство России среди кадетов 2008 года — ;
- Первенство России среди юниоров 2009 года — ;[1]
- Голден Гран-при 2012 года — ;
- Кубок Владислава Пытлясинского 2012 года — ;
- Кубок европейских наций 2012 года —  (в составе сборной);
- Кубок европейских наций 2013 года —  (в составе сборной);
- Мемориал Олега Караваева 2013 года — ;
- Турнир Вехби Эмре и Хамита Каплана 2014 года — ;
- Кубок европейских наций 2014 года —  (в составе сборной);
- Кубок Владислава Пытлясинского 2015 года — ;
- Alrosa Cup 2015 года —  (в составе сборной);
- Гран-при Испании 2016 года — ;
- Голден Гран-при 2016 года — ;
- Alrosa Cup 2017 года —  (в составе сборной);
- Мемориал Любомира Ивановича 2018 года — ;
- Мемориал Болата Турлыханова 2018 года — ;
- Турнир памяти Бориса Чернышёва 2019 года — ;[2]
- Гран-при Германии 2019 года —

## Награды
- Медаль ордена «За заслуги перед Отечеством» II степени (13 августа 2012 года) — за большой вклад в развитие физической культуры и спорта, высокие спортивные достижения на Играх XXX Олимпиады 2012 года в городе Лондоне (Великобритания)[3].
- Заслуженный мастер спорта России (20 августа 2012 года)[4].
- Герой Калмыкии (7 августа 2012 года) — за выдающиеся спортивные достижения, прославившие Республику Калмыкия[5].